# Sant Guim de la Plana
Sant Guim de la Plana est une municipalité de la province espagnole de Lérida, dans le nord du comté catalan de Segarra.